# Diane Larsen-Freeman
Diane Larsen-Freeman (1946. február 24. –)  amerikai nyelvész. Jelenleg (2019) a Michigan Egyetemen, Ann Arborban professor emeritus. Alkalmazott nyelvészettel foglalkozik, a második nyelv elsajátításával, az angollal mint második vagy idegen nyelvvel, nyelvoktatási módszerekkel, tanárképzéssel és az angol nyelvtannal kapcsolatos munkájáról ismert, és a második nyelv fejlesztésének komplex/dinamikus rendszerekkel való megközelítésében végzett munkájáról híres.

## Karrier
Larsen-Freeman karrierjét Peace Corps önkéntesként kezdte, majd 1967-től 1969-ig a malajziai Sabah-ban tanított angol nyelvet. 1972-ben diplomázott a Michigani Egyetemen, majd 1975-ben nyelvtudományi doktori fokozatot szerzett.
Larsen-Freeman először a Los Angeles-i Kaliforniai Egyetem, majd a SIT Graduate Institute karán dolgozott. 2002-ben visszatért a Michigani Egyetemre, hogy az Angol Nyelvi Intézetet irányítsa; emellett professzornak nevezték ki az Oktatási Iskolában és a Nyelvtudományi Tanszéken. 2012-ben visszavonult a Michigani Egyetemen, és emeritus pozíciót tölt be a Michigan Egyetemen, az Angol Nyelvi Intézetben, valamint az oktatás és nyelvészet területén, valamint a SIT Graduate Institute-ban. Továbbra is aktív, és az angol nyelv felépítését valamint a második nyelv fejlesztését tanítja a Pennsylvaniai Egyetem Egyetemi Oktatási Iskolájának vendégtanácsadójaként.
Larsen-Freeman kutatásaiban a második nyelv elsajátításával foglalkozik. Tanulmányozza az angol nyelvtant is. Larsen-Freeman 1997-es cikkében a komplex dinamikus rendszer elméletet használta az idegen nyelv fejlődésének magyarázatára. Az idegen nyelv tanulását komplex, nemlineáris, dinamikus folyamatnak tekinti.
Larsen-Freeman öt évig a Language Learning folyóirat szerkesztője volt.
1997-ben egy cikket írt, amelyben a komplex/dinamikus rendszerek elméletének alkalmazását javasolta a második nyelv elsajátításának tanulmányozására. 2017-ben jelent meg tiszteletére a Komplexitás elmélete és nyelvi fejlődés (angolul: Complexity Theory and Language Development) című könyv.

## Bibliográfia

### Könyvek
- Larsen-Freeman, D. (Editor) (1980). Discourse Analysis in Second Language Research. Newbury House
- Celce-Murcia, M., & Larsen-Freeman, D. (1983). The Grammar Book: An ESL/EFL Teacher's Course. Newbury House
- Larsen-Freeman, D. (1986). Techniques and Principles in Language Teaching. Oxford University Press
- Larsen-Freeman, D., & Long, M.H. (1991). An Introduction to Second Language Acquisition Research
- Celce-Murcia, M., & Larsen-Freeman, D. (1999). The Grammar Book: An ESL/EFL Teacher’s Course (2nd edition). Heinle & Heinle
- Larsen-Freeman, D. (2000). Techniques and Principles in Language Teaching (2nd edition). Oxford University Press
- Larsen-Freeman, D. (Series Director) (2002). Olympic English. Mc-Graw Hill
- Larsen-Freeman, D. (2003). Teaching Language: From Grammar to Grammaring. Heinle Cengage
- Larsen-Freeman, D., & Cameron, L. (2008). Complex Systems and Applied Linguistics. Oxford University Press
- Larsen-Freeman, D. (Series Director) (2008). Grammar Dimensions: Form, Meaning, and Use (Revised edition). National Geographic Learnin
- Ellis, N.C., & Larsen-Freeman, D. (Editors) (2009). Language as a Complex Adaptive System. Wiley-Blackwell
- Larsen-Freeman, D., & Anderson, M. (2011). Techniques and Principles in Language Teaching (3rd edition). Oxford University Press
- Larsen-Freeman, D., & Celce-Murcia, M. (2015). The Grammar Book: Form, Meaning and Use for English Language Teachers (3rd edition). National Geographic Learning/Cengage Publishing Company

### Cikkek
- Larsen-Freeman, D.E. (1975). The acquisition of grammatical morphemes by adult ESL students. TESOL Quarterly, 9(4), 409-419.
- Larsen-Freeman, D. (1985). Overviews of theories of language learning and acquisition. In Issues in English Language Development, National Clearinghouse for Bilingual Education. ERIC: ED273145.
- Larsen-Freeman, D. (1989). Pedagogical descriptions of language: Grammar. Annual Review of Applied Linguistics, 10, 187-195.
- Larsen-Freeman, D. (1991). Second language acquisition research: Staking out the territory. TESOL Quarterly, 25(2), 315-350.
- Larsen-Freeman, D. (1997). Chaos/complexity science and second language acquisition. Applied Linguistics, 18(2), 141-165.
- Larsen-Freeman, D. (2002). Making sense of frequency. Studies in Second Language Acquisition, 24(2), 275-285.
- Larsen-Freeman, D. (2004). Conversation analysis for second language acquisition? It all depends. The Modern Language Journal, 88(4), 603-607.
- Larsen-Freeman, D. (2006). The emergence of complexity, fluency, and accuracy in the oral and written production of five Chinese learners of English. Applied Linguistics, 27(4), 590-619.
- Ellis, N.C., & Larsen-Freeman, D. (2006). Language emergence: Implications for applied linguistics. Applied Linguistics, 27, 558-589.
- Larsen-Freeman, D. (2007). On the complementarity of chaos/complexity theory and dynamic systems theory in understanding the second language acquisition process. Bilingualism: Language and Cognition, 10(1), 35-37.
- Larsen-Freeman, D., & Freeman, D. (2008). Language moves: The place of "foreign" languages in classroom teaching and learning. Review of Research in Education, 32(1), 147-186.
- Larsen-Freeman, D., & Cameron, L. (2008). Research methodology on language development from a complex systems perspective. The Modern Language Journal, 92(2), 200-213.
- Larsen-Freeman, D. (2009). Teaching and testing grammar. In M. Long & C. Doughty (Eds.), The Handbook of Language Teaching. Blackwell.
- Ellis, N.C., & Larsen-Freeman, D. (2009). Constructing a second language: Analyses and computational simulations of the emergence of linguistic constructions from usage. Language Learning, 59(s1), 90-125.
- Larsen-Freeman, D. (2011). Key concepts in language learning and language education. In J. Simpson (Ed.), Routledge Handbook of Applied Linguistics.
- Larsen-Freeman, D. (2012). Complex, dynamic systems: A new transdisciplinary theme for applied linguistics? Language Teaching, 45(2), 202-214.
- Larsen-Freeman, D. (2012). From unity to diversity... to diversity within unity. English Teaching Forum, 50(2), 28-38.
- Larsen-Freeman, D. (2012). On the role of repetition in language teaching and learning. Applied Linguistics Review, 3(2), 195-210.
- Larsen-Freeman, D. (2012). The emancipation of the language learner. Studies in Second Language Learning and Teaching, 2(3), 297-309.
- Larsen-Freeman, D. (2013). Transfer of learning transformed. Language Learning, 63(s1), 107-129.
- Larsen-Freeman, D. (2015). Saying what we mean: Making the case for second language acquisition to become second language development. Language Teaching, 48(4), 491-505.
- Larsen-Freeman, D. (2015). Research into practice: Grammar learning and teaching. Language Teaching, 48(2), 263-280.
- The Douglas Fir Group. (2016). A transdisciplinary framework for SLA in a multilingual world. The Modern Language Journal, 16, 19-47.
- Larsen-Freeman, D. (2016). Classroom-oriented research from a complex systems perspective. Studies in Second Language Learning and Teaching, 6(3), 377-393.

## Díjak
- Kenneth W. Mildenberger-díj Lynne Cameron - nal a komplex rendszerekért és az alkalmazott nyelvészetért, a Modern Nyelvi Szövetség által odaítélt[8] (2008)
- Kiemelkedő ösztöndíj és szolgálati díj, amelyet az Amerikai Alkalmazott Nyelvészeti Szövetség adományoz[9] (2011)
- 50 és 50 között a TESOL vezetője, a TESOL Nemzetközi Szövetség által kiválasztva[10] (2016)

## Fordítás
- Ez a szócikk részben vagy egészben  a   Diane Larsen-Freeman című angol Wikipédia-szócikk ezen változatának fordításán alapul.  Az eredeti cikk szerkesztőit annak laptörténete sorolja fel. Ez a jelzés csupán a megfogalmazás eredetét és a szerzői jogokat jelzi, nem szolgál a cikkben szereplő információk forrásmegjelöléseként.